# Me Toca
"Me Toca" é o single debut solo da cantora brasileira Marina Sena para o seu primeiro álbum de estúdio, De Primeira. A canção foi escrita por Marina Sena, e produzida por Iuri Rio Branco. Foi a canção escolhida como primeiro single da cantora, lançada em 14 de janeiro de 2021 e acompanhada de um clipe e em 19 de agosto de 2021, quando houve o lançamento oficial, juntamente de um visualizer e mais 9 músicas no álbum De Primeira.

## Antecedentes e lançamento
A faixa é o primeiro single de sua carreira solo, foi lançada pelo selo "A Quadrilha", do rapper Djonga, e seu clipe alcançou rapidamente mais de um milhão de visualizações no YouTube. Sobre a música, Marina Sena declarou: "Foi a última música que a gente compôs, já depois de entender o rumo do álbum. Por isso ela é mais direta, e vai exatamente no ponto chave da questão, com a complexidade e a simplicidade andando juntas".
Antes do lançamento oficial, a faixa já era um sucesso comercial. A faixa ficou por 2 meses no 5º lugar na lista das 50 mais viralizadas no Brasil do Spotify.. 1 dia após o lançamento, "Me Toca" foi capa da playlist oficial do Spotify, a "Brasil 360". Em 10 dias de lançamento chegou a 105.736 streams. "Me Toca" também esteve presente nas ruas de Nova York através do Foundry do YouTube Music. Sobre o Spotify, a cantora foi escolhida como Artista Radar do mês de maio pela plataforma. A canção foi indicada para Canção do Ano no Prêmio Multishow de Música Brasileira 2021 e Música Alternativa no WME Awards. A faixa só foi lançada oficialmente dia 19 de agosto de 2021, juntamente das outras 9 músicas do álbum "De Primeira" totalizando 10 canções.
Em 2022 a música se tornou trilha sonora da Telenovela "Todas as Flores", exclusiva da Globoplay, se tornando a música-tema da personagem protagonista, Mauritânia e assim ganhando cada vez mais repercussão musical.

### Apresentação ao vivo
Marina Sena cantou "Me Toca" ao vivo pela primeira vez em 23 de setembro de 2021 no Festival MoV.Cidade. Em 15 de dezembro, Sena apresentou a canção no TikTok Awards 2021. Em 30 de abril de 2023, Sena apresentou a faixa no Fantástico, da TV Globo.

## Indicações
A cantora foi escolhida como Artista Radar do mês de maio pela plataforma Spotify. A canção foi indicada para Canção do Ano no Prêmio Multishow de Música Brasileira 2021 e no WME Awards.
| Ano  | Prêmio           | Categoria          | Resultado | Ref.   |
| ---- | ---------------- | ------------------ | --------- | ------ |
| 2021 | Prêmio Multishow | Canção do Ano      | Indicada  | [ 15 ] |
| 2021 | WME Awards       | Música Alternativa | Indicada  | [ 15 ] |

## Faixas e formatos
| Download digital / streaming / vinil |           |         |  |
| N.º                                  | Título    | Duração |  |
| 1.                                   | "Me Toca" | 3:06    |  |

## Certificações
| Região                                                        | Certificação | Vendas  |
| ------------------------------------------------------------- | ------------ | ------- |
| Brasil (Pro-Música Brasil)                                    | Ouro         | 40.000‡ |
| ‡vendas+valores de streaming baseados somente na certificação |              |         |